# Virtua Striker 2
Virtua Striker 2 (バーチャストライカー 2,, Bācha Sutoraikā Tsū) é um jogo eletrônico de esporte desenvolvido e publicado pela Sega para arcades em 1997. É a sequência do jogo eletrônico Virtua Striker de 1994 e o segundo jogo da série Virtua Striker. Uma série de atualizações foi lançada de 1998 a 1999, de Virtua Striker 2 ver. 1998 a Virtua Striker 2 ver. 2000. A última atualização, intitulada Virtua Striker 2 ver. 2000.1 (バーチャストライカー2 ver.2000.1,, Bācha Sutoraikā Tsū ver.2000.1), foi lançada para Dreamcast no Japão em 1999, e depois internacionalmente em 2000, com a versão norte-americana lançada como Virtua Striker 2.

## Recepção

### Arcade
O jogo de arcade foi um grande sucesso no Japão, onde se tornou o segundo jogo de arcade mais lucrativo de 1998, abaixo de Tekken 3. Virtua Striker 2 foi mais tarde o jogo de arcade mais lucrativo de 1999 no Japão.